# Vegemite

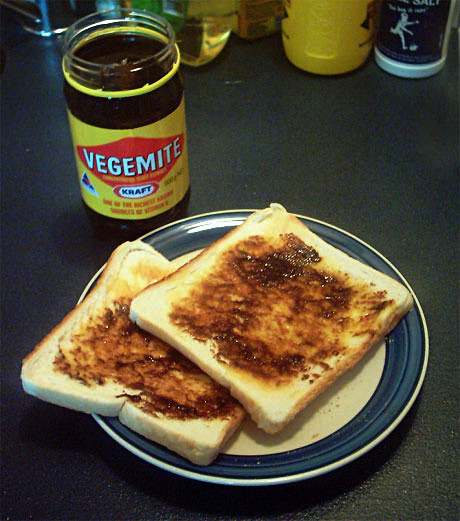
Vegemite på rostat bröd.

Vegemite är ett australiensiskt varumärke för en mörkbrun, salt kräm som används inom matlagning, främst som smörgåspålägg. Pålägget görs av det jästextrakt som uppstår som en restprodukt under öltillverkning och är ursprungligen en imitation av den snarlika brittiska produkten Marmite. Den främsta skillnaden dem emellan är jästextraktet, vilket bygger på vete och korn hos Vegemite och korn, havre och råg hos Marmite.
Vegemite är populärt (och mest känt) i Australien och Nya Zeeland, men finns i vissa specialaffärer över hela världen. Det dök upp i mataffärer 1923. I Australien är det något av en nationalsymbol, och nämns bland annat av det australiensiska Men at Work, i deras hit Down under.
Utöver Marmite påminner produkten också om schweiziska Cenovis.